# Приз Жана Габена
Приз Жана Габена (фр. Prix Jean Gabin) — французская кинематографическая награда, которая присуждалась ежегодно с 1981 по 2006 год молодым перспективным актёрам, которые работают в французской киноиндустрии.
Награда была учреждена по инициативе Луи де Фюнеса (1914—1983) в 1981 году в память об актёре Жане Габене (1904—1976). В 2008 году из-за разногласий между организаторами церемонии — Марлен и Эженом Муано — и дочерью актёра Флоранс Монкорже-Габен жюри, состоящее из журналистов, которые работают в кино, совместно с организаторами приняли решение о переименовании приза, присвоив ему имя другого выдающегося актёра Патрика Девара, который ушёл из жизни при трагических обстоятельствах.
Приз Жана Габена вручался одновременно с Призом Роми Шнайдер лучшей молодой актрисе Франции, основанным в 1984 году.

## Лауреаты
| Год  | Лауреат(ы)      |
| ---- | --------------- |
| 1981 | Тьерри Лермитт  |
| 1982 | Жерар Ланвен    |
| 1983 | Жерар Дармон    |
| 1984 | Франсуа Клюзе   |
| 1985 | Кристоф Малавуа |
| 1986 | Чеки Карио      |
| 1987 | Жан-Юг Англад   |
| 1988 | Тьерри Фремон   |
| 1989 | Венсан Линдон   |
| 1990 | Ламбер Вильсон  |
| 1991 | Фабрис Лукини   |
| 1992 | Венсан Перес    |
| 1993 | Оливье Мартинес |
| 1994 | Мануэль Блан    |
| 1995 | Матьё Кассовиц  |
| 1996 | Гийом Депардье  |
| 1997 | Иван Атталь     |
| 1998 | Венсан Эльбаз   |
| 1999 | Самюель Ле Бьян |
| 2000 | Гийом Кане      |
| 2001 | Хосе Гарсия     |
| 2002 | Бенуа Пульворд  |
| 2003 | Джонни Холлидей |
| 2004 | Лоран Дойч      |
| 2005 | Кловис Корнийяк |
| 2006 | Жереми Ренье    |